# AMOS (satélite)

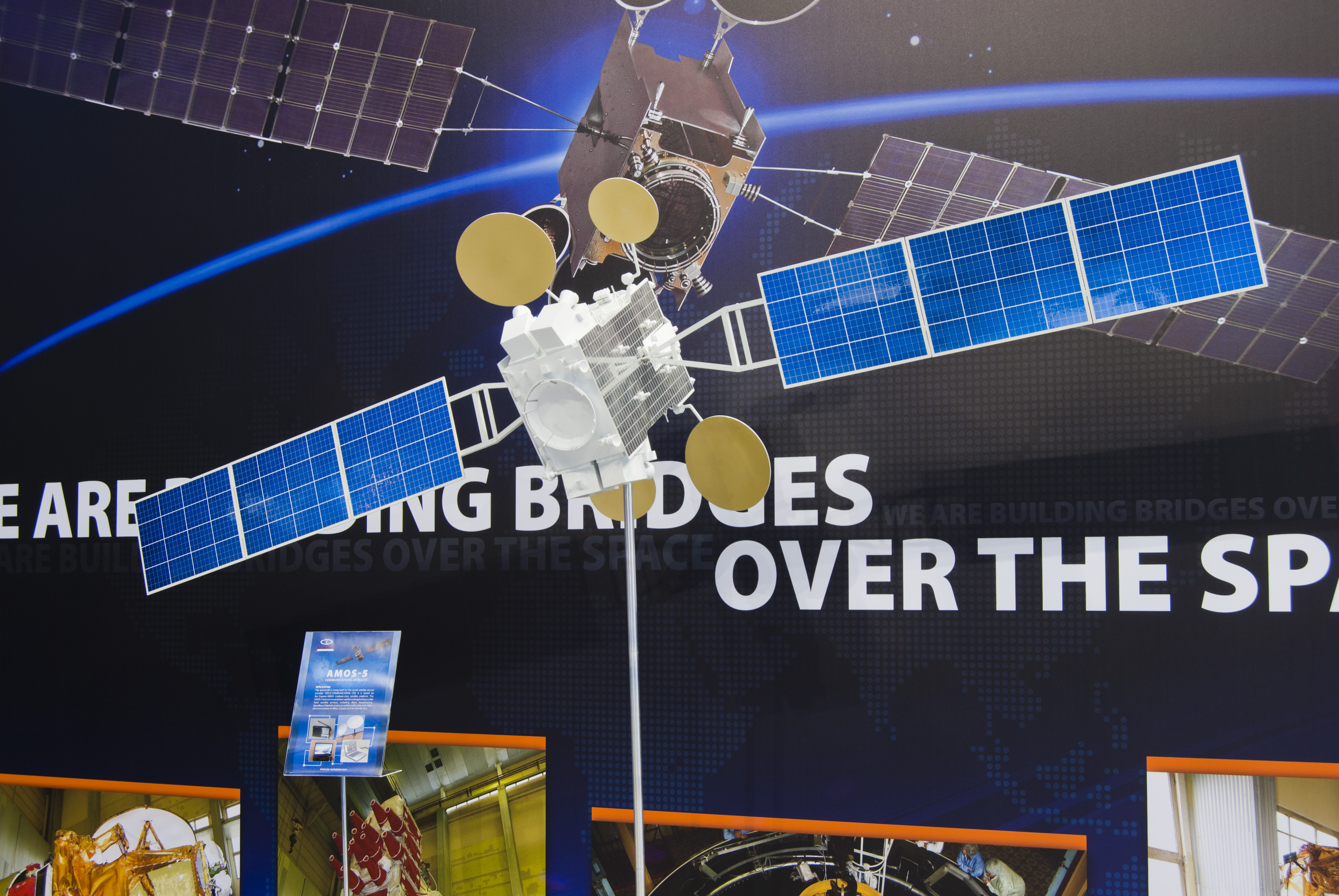
Modelo del satélite AMOS 5, expuesto en la "Semana de Espacio" de 2011, en Madrid, España.

AMOS (en hebreo עמוס) es el nombre de una serie de satélites de comunicaciones israelíes. Los Satélites AMOS son desarrollados y construidos por Israel Aerospace Industries y operados por la compañía privada israelí Spacecom.
- AMOS 1 fue el primer satélite de comunicaciones israelí. Su desarrollo fue basado en la experiencia obtenida con los satélites de reconocimiento Ofeq, en conjunto con DASA y Alcatel Espace. Fue lanzado el 16 de mayo de 1996 desde el Centro Espacial Guayanés en Kourou, Guayana Francesa por un lanzador Ariane. Se encuentra actualmente en servicio para servicios de televisión de tipo DBS/DTH por la compañía Yes y por HBO y otras en Europa. Space Communications Ltd. (Spacecom) tuvo un gran éxito comercial al completar la capacidad de transmisión de Amos 1 rápidamente y además acumular solicitudes adicionales, lo que motivó a la compañía a ampliar sus actividades e iniciar la creación de Amos 2, del cual es la única propietaria.

- AMOS 2 fue lanzado el 28 de diciembre de 2003 desde Baikonur, Kazajistán y da servicio a clientes en tres diferentes regiones: el Medio Oriente (incluyendo Israel), Europa y la costa Este de Estados Unidos. Los servicios que provee este satélite son: Distribución directa de traducciones de TV y radio; traducciones de TV y radio a centros de comunicaciones; distribución de servicios de internet y transmisión de datos a redes de comunicaciones.

Amos 1 y Amos 2 están ubicados cerca el uno del otro, para crear una ubicación en común, lo que permite a los usuarios de ambos satélites incrementar sus opciones de comunicación sin tener que adquirir o instalar antenas adicionales.
- AMOS 3 fue lanzado el 24 de abril de 2008,[1] logrando entrar en operación de manera exitosa. El satélite, con un costo de 170 millones de dólares, está diseñado para ofrecer mayor capacidad, mayor cobertura y enlaces mejorados entre Europa, el Medio Oriente y la Costa Este de los Estados Unidos. Permanecerá activo por los próximos 18 años. AMOS 3 reemplazará al satélite AMOS 1. Está ubicado a 4°O en el Ecuador, al igual que sus hermanos Amos 1 y Amos 2.

- AMOS 4 fue lanzado el 31 de agosto del año 2013.

- AMOS 5 fue lanzado el 11 de diciembre de 2011[2] y ofrece cobertura sobre África, así como Europa y Oriente Medio. Se ubica en la longitud 17°E.

- AMOS 6 estaba pautado para ser lanzado en 2016 y reemplazará al satélite AMOS 2, pero un accidente de la compañía SpaceX que lo pondría en órbita causó la destrucción del satélite;[3] será fabricado por Israel Aerospace Industries.